# Dirhiza
Dirhiza är ett släkte av tvåvingar. Dirhiza ingår i familjen gallmyggor.
Kladogram enligt Catalogue of Life:
| Dirhiza | \| \| Dirhiza lateritia \| \| \| \| \| \| Dirhiza papillata \| \| \| \| |
|         | \| \| Dirhiza lateritia \| \| \| \| \| \| Dirhiza papillata \| \| \| \| |
|         | Dirhiza lateritia                                                       |
|         |                                                                         |
|         | Dirhiza papillata                                                       |
|         |                                                                         |